# L'Antre des esprits
L'Antre des esprits, llançat als Estats Units com a The Magician's Cavern i al Regne Unit com The House of Mystery', és un curtmetratge francès de 1901 muda comèdia, dirigida per Georges Méliès. Apareix com els números 345–347 als catàlegs de Star Film Company.

## Sinopsi
Un home entra a la seva "caverna" i utilitza un esquelet humà per fer trucs de màgia. Primer converteix l'esquelet en una dona poc vestida que porta un escut. Aleshores la transforma en una dama ben vestida, a la qual fa levitar. El mag torna a convertir la dona en un esquelet i fa ballar el cos. Balla amb l'esquelet i després el treu de la pantalla. A continuació, fa servir la màgia per moure una taula per l'habitació, després fa levitar un tamboret, recolzant-lo sobre la taula.
El mag continua el seu espectacle, intentant atrapar quatre esperits ballarins al seu escenari. Procedeix a fer ballar més mobles, abans de deixar-ho tot a un costat i volar pel sostre. L'home reapareix, després es treu la roba per revelar un vestit elegant, abans d'encendre un fum i sortir de l'escenari.